# Décimo Junio Bruto Esceva
Décimo Junio Bruto Esceva  fue un político y militar romano que se desempeñó como legado en el año 293 a. C. en el ejército del cónsul Espurio Carvilio Máximo y como cónsul en 292 a. C. En su consulado conquistó a los faliscos.
Espurio Carvilio, el cónsul del año anterior, sirvió bajo sus órdenes como legado por orden del Senado.